# Под гипнозом
«Под гипнозом» — песня украинской поп-группы Artik & Asti из их дебютного мини-альбома 7 (Part 1).

## История
В конце 2019 года музыкальный портал Tophit опубликовал список самых популярных песен на радио. «Под гипнозом» заняла третье место в категории «Лучшая песня — смешанный вокал», собрав в общей сложности 715 409 эфиров. В списке ста лучших клипов по версии ТНТ Music видеоработа на композицию заняла 60-е место.

## Видеоклип
Релиз видеоклипа на трек состоялся 30 августа 2019 года на YouTube-канале Self Made Music. Режиссёром видеоработы выступил Алан Бадоев, ранее сотрудничавший с такими артистами, как Макс Барских, Елена Темникова, Анна Седокова, Лёша Свик и другие.

### Сюжет
В начале видео предстают лежащие на матрасе главные герои — обнажённые мужчина и женщина, роль которой сыграла Asti. Далее эти же люди показаны сидящими в перевернувшемся автомобиле, из которого позднее выбираются. Они, друг другу помогая, начинают отползать от машины, которая впоследствии взрывается. После этого в клипе представлены кадры, в которых они ездят в автомобиле, время от времени врезаясь в бетонные блоки. Следующей сценой видеоролика становится ситуация, в которой к Asti подъезжает транспорт, в котором сидит её возлюбленный, и она, не раздумывая, садится в него. В итоге машина переворачивается, и после того, как те уползают от неё, взрывается. После этого к ней опять подъезжает протагонист, но перед тем, как сесть в транспорт, Asti думает, следует ли это делать. Как итог, она опять садится в авто. Дальше появляется Artik в автомобиле, состояние которого меняется от целого до взрывающегося. Потом опять к поп-певице подъезжает протагонист, однако та не садится к нему. В конце ролика мужчина и Asti стоят на фоне горящего автомобиля, но позднее уходят в разные стороны.

## Отзывы
Журналист российского федерального телеканала «Пятый канал» наименовал композицию «главным треком 2020 года для поклонников», а вокал Asti — «красивым», и отметил, что девушка «вновь продемонстрировала отменные формы» и обратил внимание на тот факт, что клип набрал за год более сорока миллионов просмотров, предположив, что главной причиной такого интереса к видео являются слухи о романе певицы и Artik’а. Артём Кучников из ТНТ Music назвал видеоклип на трек «броским вижуалом в алых тонах», заметив, что он способен «удержать внимание от начала и до самого конца». Ещё один корреспондент того же портала заявил, что Artik & Asti создали «выразительную метафору о замкнутом круге обречённых отношений», когда «страсть становится крайне разрушительной».

## Чарты
| Чарт (2020)              | Высшая позиция |
| ------------------------ | -------------- |
| Россия (МТС)             | 4              |
| Россия (Одноклассники)   | 4              |
| Россия (Shazam)          | 3              |
| Россия (Zvooq.online)    | 3              |
| Россия (Boom)            | 4              |
| Россия (Русское радио)   | 1              |
| Мир (Google Play)        | 6              |
| Русский чарт (ТНТ Music) | 1              |
| Топ чарт (ТНТ Music)     | 3              |